# Международное общество экологической экономики
Международное общество экологической экономики (англ. International Society for Ecological Economics, ISEE) — международный союз экономистов; общественная некоммерческая организация, призванная интегрировать экологическую экономику в междисциплинарную науку, целенаправленную на мировое устойчивое развитие. Общество основано в 1989 году. Секретариат базируется в Вашингтоне.
ISEE раз в 2 года проводит международные конференции: Вашингтон, 1990; Стокгольм, 1992; Сан Хосе, Коста-Рика, 1994; Бостон, 1996; Сантьяго де Чили, 1998; Канберра, 2000; Сус, Тунис, 2002; Монреаль, 2004; Дели, 2006; Найроби, 2008; Бремен и Оснабрюк, 2010; Рио-де-Жанейро, 2012; Рейкьявик, 2014; Вашингтон, 2016; Пуэбла, Мексика, 2018.
Официальным журналом общества является Ecological Economics.
В 1993 году организовано Российское отделение общества (ISEE Russian Chapter), которое в 2001 году переименовано в Российское общество экологической экономики (RSEE).

## Экологическая экономика
Основная статья: Экологическая экономика (англ.)
Экологическая экономика — междисциплинарная область знаний, появившаяся в конце 1980-х годов, изучающая взаимосвязи между экосистемами и экономическими системами в самом широком их представлении. Экологическая экономика является своего рода синтезом традиционной неоклассической и ресурсной экономической теории в сочетании с оценкой воздействия на окружающую среду (ОВОС), с одной стороны, и экономикой природопользования с ОВОС и традиционной экологией, с другой. Люди-потребители рассматриваются в качестве одного из важных компонентов целостности экономико-экологической системы, а не как доминирующая и центральная сила. Потребление подвергается не только денежным бюджетным ограничениям, как в неоклассической и неокейнсианской экономической теории, но также и природным ограничениям и действию физических законов. В центре экологической экономики находится устойчивое управление экономико-экологической системой, а временные рамки рассматриваются обычно шире, чем в традиционной экономике. Цель экологической экономики состоит в поиске наилучших путей проживания на нашей планете «экономного общества», основанного на определении бережливости через экономическую эффективность и достижение экологически приемлемого экономического развития. В основе экологической экономики лежат три концепции: пропускная/перерабатывающая способность эколого-экономических систем, несущая способность/ёмкость экосистем и энтропия. Полагается, что современная экономика и выживание людей зависит от пропускной/перерабатывающей способности экосистем. Вторая концепция — несущая способность, или ёмкость (см. природно-ресурсный потенциал). При устойчивых условиях экосистемная несущая способность (ёмкость) может быть с достаточной точностью определена. Что касается энтропии, издержки биологического или экономического хозяйства всегда больше стоимости производственной продукции. Независимо от эффективности производственных процессов с точки зрения минимизации внешних эффектов или сокращения отходов, производство всегда будет способствовать продолжающемуся росту энтропии во вселенной. Поэтому экономическая деятельность должна стремиться обеспечивать необходимый уровень товаров для общества и минимизацию роста энтропии.
Конкретные темы исследования в рамках экологической экономики включают:
- экологически устойчивое экономическое развитие,
- анализ экологических пределов экономического роста,
- глобальные изменения климата,
- сохранение биоразнообразия,
- экономическая оценка природных ресурсов,
- эколого-экономическое моделирование,
- реформа экологического налогообложения и др.

В экологической экономике делается упор на междисциплинарный подход, поскольку конфликт экономики и окружающей среды привел к тому, что экономическая и природоохранная политика стали взаимно деструктивными, а не взаимодополняющими и устойчивыми.

## Российское общество экологической экономики
Российское общество экологической экономики (РОЭЭ) — объединение российских учёных, занимающихся проблематикой на стыке экономической науки и экологии.
РОЭЭ является региональным отделением Международного общества экологической экономики (ISEE).
«Цель Общества — совершенствование наших целостных представлений о взаимосвязях между экологическими, социальными и экономическими системами и сообразные действия, направленные на распространение и применения накопленных знаний для достижения гармонии между природой и обществом, в особенности учитывая интересы будущих поколений».
Основной сферой деятельности РОЭЭ является организация Международных конференций, научных проектов, публикаций и взаимодействие с общественными и правительственными организациями с целью развития концепций экологической экономики и устойчивого развития.

### История
Истоки развития Российского общества экологической экономики (РОЭЭ) восходят к деятельности научного коллектива профессора В. И. Гурмана в период с конца 1970-х по начало 1990-х годов на базе Иркутского Вычислительного центра Российской Академии наук и Иркутского Госуниверситета, сконцентрированной главным образом на эколого-экономическом моделировании регионального развития. Первым и наиболее важным приложением данного направления был проект разработки стратегии развития Байкальского региона. Две Всероссийские конференции были проведены в 1989 и 1991 годах, и ряд публикаций (как научных, так и популярных) вышли в свет, пропагандируя экологически устойчивые подходы к экономической деятельности в регионе.
Российское отделение Международного общества экологической экономики (International Society for Ecological Economics Russian Chapter — ISEE/RC) было организовано после конференции ISEE в Стокгольме в августе 1992 года, на которой состоялось обсуждение c Президентом ISEE Робертом Костанца планов совместной деятельности. Активную роль в учреждении, разработке уставных положений и формировании структуры ISEE/RC сыграли В. И. Гурман, П. И. Сафонов и Р. А. Перелет, при непосредственной поддержке академика Н. Н. Моисеева. В апреле 1993 года ISEE официально анонсировало создание ISEE/RC, которое стало его первым региональным отделением. Летом того же года в Москве и Переславле-Залесском была проведена Первая Международная конференция ISEE/RC и экспедиция на озеро Байкал. С тех пор Международные конференции общества проходят каждые два года (см. раздел Мероприятия).
Сегодня ISEE имеет региональные общества также в Африке, Аргентине/Уругвае, Австралии/Новой Зеландии, Бразилии, Европе, Индии, Канаде, Центральной Америке, и США (а также в процессе организации находятся отделение в Китае и ряд других). Общее число членов ISEE превышает 2000 человек из более 80 стран мира.
С 2001 года Российское отделение ISEE стало функционировать под названием Российское общество экологической экономики — РОЭЭ (Russian Society for Ecological Economics — RSEE). В настоящее время членами РОЭЭ являются более 200 российских учёных и общественных деятелей, а также экологические экономисты из Украины, Белоруссии и ряда других стран.
Более подробная справка об истории и мероприятиях РОЭЭ дана в Презентации

### Структура
Управляющими органами РОЭЭ являются Российский Совет по экологической экономике, осуществляющий научное и методическое руководство, и Администрация, занимающаяся практической деятельностью и вопросами членства.

#### Администрация РОЭЭ
В состав Администрации общества входят:
- Президент (избирается на 2 года),
- Президент-элект (автоматически становится Президентом на следующий срок),
- до 5 членов администрации,
- секретарь,
- студенческий координатор.

Также на правах общих членов в Администрацию могут входить все бывшие президенты общества при их желании.

#### Российский Совет по экологической экономике
В Совет входят / в различное время входили:
- Никита Николаевич Моисеев, академик РАН, бывший член Президентского консультативного совета;
- Виктор Данилов-Данильян, чл. корр. РАН, профессор, Директор Института водных проблем РАН, бывший Министр природных ресурсов РФ.
- Ивери Прангишвили, профессор, академик АН Грузии, бывший директор Института проблем управления Российской Академии наук.
- Сергей Пегов, профессор, д. т. н., Институт системного анализа РАН, бывший Директор Центра подготовки и реализации международных проектов технического содействия.
- Сергей Бобылев, профессор, д. э. н., Московский Государственный Университет.
- Александр Голуб, профессор, д. э. н., Московский Государственный Университет.
- Андрей Гусев, профессор, д. э. н., Института проблем рынка РАН.
- Юрий Иванов, профессор, д. э. н., зам. председателя Госкомстатистики СНГ, зав. кафедрой статистики Московскиго Государственного Университета
- Андрей Марголин, профессор, д. э. н., Академия Госслужбы при Президенте России.
- Алексей Ретеюм, профессор, д. г. н., Московский Государственный Университет.
- Владимир Паписов, профессор, д. э. н., Институт водных проблем РАН.
- Анатолий Шевчук, профессор, д. э. н., начальник управления Госкомитета по охране природы РФ.

#### Президенты РОЭЭ
- 1993—1996: Владимир Гурман, профессор, д. т. н., Институт программных систем РАН, Переславль-Залесский
- 1997—2001: Павел Сафонов, профессор, к. т. н., Институт проблем управления РАН, Москва
- 2002—2003: Павел Касьянов, д. э. н., Центр подготовки и реализации международных проектов технического содействия, Москва
- 2004—2005: Ирина Глазырина, профессор, д. э. н., Читинский Государственный университет
- 2006—2007: Иван Потравный, профессор, д. э. н., Российская экономическая академия им. Плеханова, Москва
- 2008—2009: Ольга Медведева, профессор, д. э. н., Института проблем управления новой экономикой, Москва
- 2010—2011: Галина Мекуш, профессор, д. э. н., Кемеровский Государственный университет
- 2012—2013: Леонид Корытный, профессор, д. г. н., Институт географии Сибирского отделения РАН, Иркутск
- 2014—2015: Анатолий Шевчук, д. э. н., Совет по изучению производительных сил, Минэкономразвития РФ и РАН, Москва
- 2016—2018: Павел Дружинин, д. э. н., Карельский научный центр РАН, Петрозаводск
- 2019—2021: Евгения Зандер, д. э. н., Сибирский федеральный университет, Красноярск
- 2021—2023: Вадим Гильмундинов, профессор РАН, д. э. н., Институт экономики и организации промышленного производства СО РАН, Новосибирск

### Мероприятия

Участники Международной экологической экспедиции, 1993, озеро Байкал

Участники ISEE/RC’1999, Саратов

И. П. Глазырина с аспирантами, победителями конкурса лучших научных работ на RSEE 2009, Заповедник Куршская коса

В июле-августе 1993 г. обществом была организована Международная экологическая экспедиция «Охрана и рекреационное использование озера Байкал и его бассейна» (Иркутск — озеро Байкал) с целью оценки эколого-экономической ситуации в критических районах и разработки рекомендаций по экономическим механизмам для рационального природопользования.
Раз в два года Общество проводит Международные конференции:
- ISEE/RC’1993 — «Роль информатики в региональном развитии», Москва и Переславль-Залесский;
- ISEE/RC’1995 — «Социально-эколого-экономические системы: от информации и моделирования к практическим решениям», Переславль-Залесский;
- ISEE/RC’1997 — «Интегрирование экологии и экономики в статистике, управлении, бизнесе», Новгород;
- ISEE/RC’1999 — «Природа и общество на рубеже нового тысячелетия: Глобализация и региональные эколого-экономические проблемы», Саратов;
- ISEE/RC’2001 — «Эколого-экономическое управление и планирование в региональных и городских системах», Москва;
- RSEE’2003 — «Экономическое развитие и окружающая среда: информация, моделирование, управление», озеро Байкал;[11]
- RSEE’2005 — «Глобализация, новая экономика и окружающая среда: проблемы общества и бизнеса на пути к устойчивому развитию», Санкт-Петербург, Избранные статьи[12][13]
- RSEE’2007 — «Экономическое развитие и окружающая среда: стратегии, модели, инструменты управления», Сочи;
- RSEE’2008 — Семинар «Экономические механизмы решения глобальных экологических проблем в России» (недоступная ссылка), Барнаул;
- RSEE’2009 — «Экономическая эффектривность природоохранной деятельности: Теория и практика», Куршская коса (Калининградская область);
- RSEE’2011 — «Энергоэффективность экономики и экологическая безопасность: теория и практика», Кемерово;
- RSEE’2013 — «Управление эколого-экономическими системами: Взаимодействие власти, бизнеса, науки и общества», Иркутск и озеро Байкал;
- RSEE’2015 — «Теория и практика развития экономического механизма природопользования и охраны окружающей среды», Казань;
- RSEE’2017 — «Эколого-экономические проблемы развития регионов и страны (устойчивое развитие, управление, природопользование)», Петрозаводск;
- RSEE’2019 — «Стратегии и инструменты экологически устойчивого развития экономики», Ставрополь — Кисловодск;
- RSEE’2021 — «Ресурсная экономика, изменение климата и рациональное природопользование», Красноярск;
- RSEE’2023 — планируется в г. Новосибирск.

На конференциях РОЭЭ, помимо научных заседаний, ведущими российскими и мировыми специалистами проводятся мастер-классы для молодёжи, а студенты и аспиранты премируются за лучшие научные и практические статьи в природоохранной области.
РОЭЭ организует также многочисленные научные и общественные проекты, привлекая внутренние и зарубежные ресурсы.
Несколько аспирантов проходили стажировку в Австрии (Sustainable Europe Research Institute — SERI) и Голландии (Twente University).

### «Библиотека переводов ISEE»
В 1994 году Российское отделение Международного общества экологической экономики при поддержке Фонда Чарльза Стюарта Мотта (США) осуществило перевод четырёх книг с английского на русский язык.
В серию «Библиотека переводов ISEE» вошли публикации по экологической экономике, включающие труды классиков и ведущих авторов этой активно развивающейся междисциплинарной науки:
- ЭКОЛОГИЧЕСКАЯ ЭКОНОМИКА. Энергия, окружающая среда и общество.

Хуан Мартинес-Алиер (совместно с Клаусом Шлюпманом), Basil Blackwell, Нью-Йорк, 1987.
Перевод на русский язык (под редакцией А. Ю. Ретеюма и П. И. Сафонова),
Российское отделение ISEE, Москва, 1994, 210 страниц.
- НА ОБЩЕЕ БЛАГО. Переориентация экономики к людям, окружающей среде и устойчивому будущему.

Герман Дэйли и Джон Кобб, Beacon Press, Бостон, 1989.
Перевод на русский язык (под редакцией А. Ю. Ретеюма и П. И. Сафонова),
Российское отделение ISEE, Москва, 1994, 323 страницы.
- ЭКОЛОГИЧЕСКАЯ ЭКОНОМИКА: Наука и аспекты управления для устойчивого развития.

Под редакцией Роберта Костанза, Columbia University Press, Нью-Йорк, 1991.
Перевод на русский язык (под редакцией А. Ю. Ретеюма и П. И. Сафонова),
Российское отделение ISEE, Москва, 1994, 465 страниц.
- ОЦЕНИВАЯ НАШУ ЗЕМЛЮ. Экономика, экология, этика.

Под редакцией Германа Дэйли и Кеннета Таунсенда, The MIT Press, Кембридж, Массачусетс, 1993.
Перевод на русский язык (под редакцией А. Ю. Ретеюма и П. И. Сафонова),
Российское отделение ISEE, Москва, 1994, 268 страниц.